# Huoshanornis huji
Huoshanornis huji — викопний вид енанціорносових птахів з ранньої крейди (120 млн років тому). Останки були знайдені у пластах формування Jiufotang на заході провінції Ляонін у Китаї.